# Тортелоні
Тортелло́ні (італ. tortelloni) — італійські макаронні вироби, пельмені з начинкою із сиру рикота і шпинату. Від тортеліні їх відрізняє лише більший розмір.
Як начинку також використовують білі гриби або волоські горіхи. В регіонах Мантуя і Реджо-Емілія тортелоні начиняють кашицею із гарбуза з додаванням перетертого мигдалевого печива амаретті.
Готові тортелоні звичайно подають під соусом (традиційно із соусом болоньєзе) або ж политі розтопленим маслом з листочками шавлії.